# Gampsocleis buergeri
Gampsocleis buergeri är en insektsart som först beskrevs av Wilhem de Haan 1842.  Gampsocleis buergeri ingår i släktet Gampsocleis och familjen vårtbitare. Inga underarter finns listade i Catalogue of Life.